# El Naranjo, Palenque
El Naranjo är en ort i Mexiko.   Den ligger i kommunen Palenque och delstaten Chiapas, i den sydöstra delen av landet, 800 km öster om huvudstaden Mexico City. El Naranjo ligger 210 meter över havet och antalet invånare är 788.
Terrängen runt El Naranjo är varierad. Runt El Naranjo är det ganska glesbefolkat, med 36 invånare per kvadratkilometer. Närmaste större samhälle är Palenque, 10,6 km nordost om El Naranjo. I omgivningarna runt El Naranjo växer i huvudsak städsegrön lövskog.